# Nampty
Nampty (picardisch: Nanty) ist eine nordfranzösische Gemeinde mit 281 Einwohnern (Stand 1. Januar 2022) im Département Somme in der Region Hauts-de-France. Die Gemeinde liegt im Arrondissement Amiens und gehört zum Kanton Ailly-sur-Noye.

## Geographie
Die Gemeinde liegt rund elf Kilometer südwestlich von Amiens fast vollständig am rechten (östlichen) Ufer der Selle, über die hier zwei Brücken führen. Sie erstreckt sich östlich über die Hochfläche zwischen den Flüssen Selle und Noye fast bis an die Autoroute A16.

## Geschichte
1470 wurde Nampty durch burgundische Truppen niedergebrannt.
| 1962 | 1968 | 1975 | 1982 | 1990 | 1999 | 2006 | 2010 |
| ---- | ---- | ---- | ---- | ---- | ---- | ---- | ---- |
| 113  | 131  | 135  | 198  | 196  | 205  | 235  | 244  |

## Verwaltung
Bürgermeister (maire) ist seit 2008 Philippe Cocq.

## Sehenswürdigkeiten
- Wallfahrtskapelle Notre-Dame des Vertus

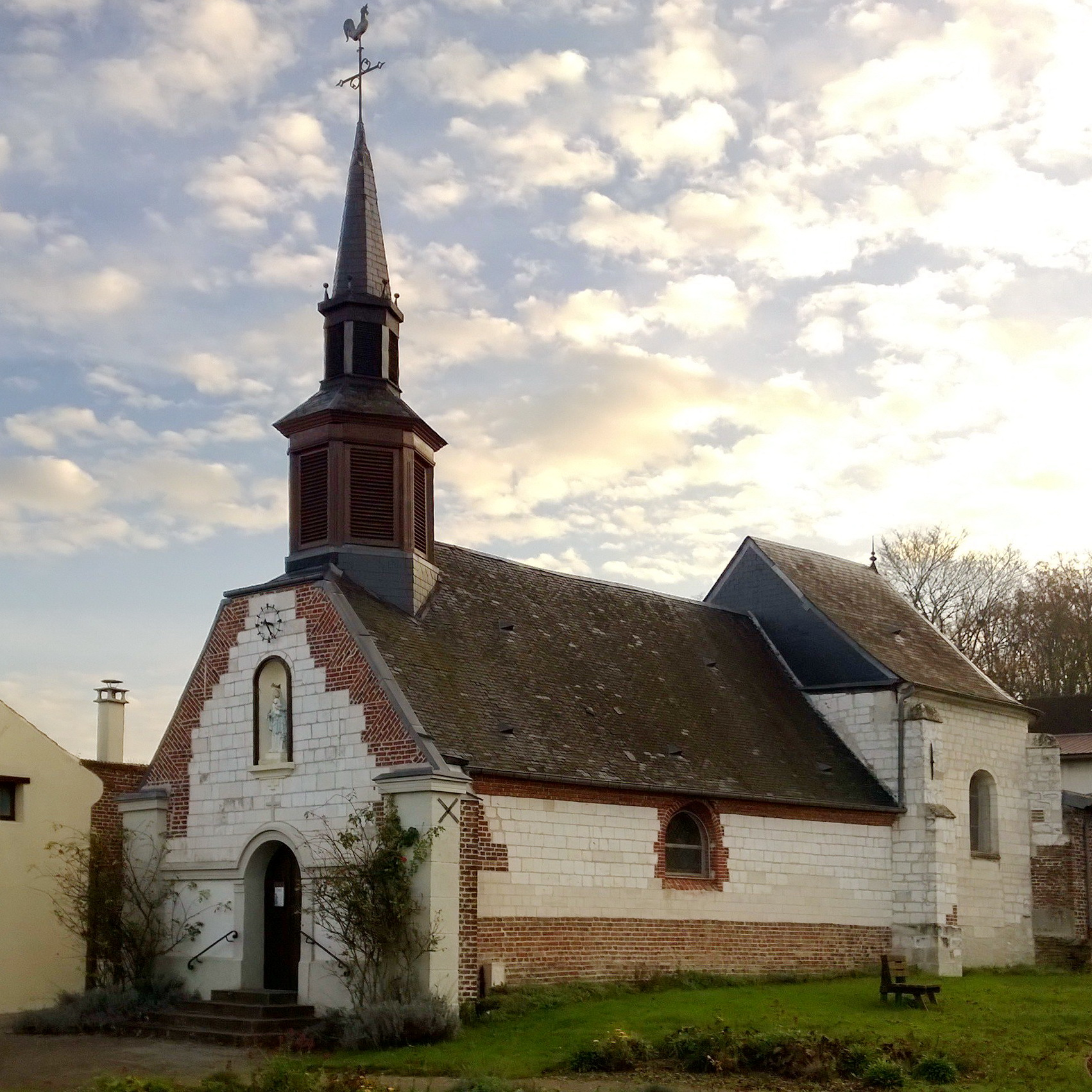
Wallfahrtskapelle Notre-Dame des Vertus